# Zonages de l'Institut national de la statistique et des études économiques dans la Vendée
L’Institut national de la statistique et des études économiques (Insee) détermine plusieurs zonages dans le département de la Vendée.

## Unités urbaines
En France, l’Institut national de la statistique et des études économiques (Insee) définit l’unité urbaine comme une surface agglomérée contigüe de plus de 2 000 habitants. Cette surface peut s’étendre sur une ou plusieurs communes : on parle de « ville isolée » dans le premier cas, et d’« unité urbaine multicommunale » dans le second.
Dans le département de la Vendée, le zonage de 2010 met en évidence 48 unités urbaines regroupant 68 des 282 communes départementales (et une commune dépendant d’une unité urbaine de la Loire-Atlantique). En outre, l’Insee distingue parmi ces unités 37 villes isolées et 11 unités urbaines muticommunales.
| Zonage | Unités urbaines | Communes urbaines | Communes rurales | Total |
| ------ | --------------- | ----------------- | ---------------- | ----- |
| 1954   |                 |                   |                  |       |
| 1962   |                 |                   |                  |       |
| 1968   |                 |                   |                  |       |
| 1975   |                 |                   |                  |       |
| 1982   | 25              | 36                | 246              | 282   |
| 1990   | 30              | 43                | 240              | 283   |
| 1999   | 36              | 49                | 234              | 283   |
| 2010   | 48              | 69                | 214              | 282   |
| 2016   | 48              | 69                | 200              | 269   |
| 2017   | 48              | 68                | 199              | 267   |
| 2019   | 48              | 64                | 194              | 258   |

### Liste des unités urbaines
Quarante-neuf unités urbaines comprennent des communes de la Vendée, reproduites ci-après dans les limites et populations des communes au 1er janvier 2019.
| Code   | Unité urbaine (2010)    | Nombre de communes | Population (hab.)       | Superficie (km2)       | Densité (hab./km2) |
| ------ | ----------------------- | ------------------ | ----------------------- | ---------------------- | ------------------ |
| 85 125 | Les Achards             | 1                  | 5 001                   | 30,45                  | 164                |
| 85 114 | L’Aiguillon-sur-Mer     | 2                  | 2 759                   | 17,43                  | 205                |
| 85 206 | Aizenay                 | 1                  | 9 314                   | 81,99                  | 114                |
| 85 101 | Angles                  | 1                  | 2 785                   | 33,42                  | 83                 |
| 85 210 | Aubigny-les-Clouzeaux   | 1                  | 6 430                   | 52,49                  | 122                |
| 85 122 | Beauvoir-sur-Mer        | 1                  | 3 925                   | 35,10                  | 112                |
| 85 211 | Bellevigny              | 1                  | 5 932                   | 38,99                  | 152                |
| 85 118 | Benet                   | 1                  | 4 029                   | 50,30                  | 80                 |
| 85 203 | Bretignolles-sur-Mer    | 2                  | 7 127                   | 43,50                  | 164                |
| 85 115 | La Bruffière            | 1                  | 3 921                   | 40,66                  | 96                 |
| 85 110 | La Chaize-le-Vicomte    | 1                  | 3 756                   | 49,74                  | 76                 |
| 85 402 | Challans                | 3                  | 27 593                  | 156,61                 | 176                |
| 85 207 | Chantonnay              | 1                  | 8 291                   | 83,87                  | 99                 |
| 85 120 | Chanverrie              | 1                  | 5 545                   | 59,41                  | 93                 |
| 85 123 | La Châtaigneraie        | 2                  | 3 826                   | 28,35                  | 135                |
| 85 113 | Chavagnes-en-Paillers   | 1                  | 3 543                   | 40,38                  | 88                 |
| 44 365 | Clisson                 | 4 Fraction : 1     | 18 665 Fraction : 3 466 | 65,32 Fraction : 13,76 | 287 Fraction : 252 |
| 85 109 | Coëx                    | 1                  | 3 146                   | 39,83                  | 79                 |
| 85 105 | Commequiers             | 1                  | 3 444                   | 40,63                  | 85                 |
| 85 124 | Dompierre-sur-Yon       | 1                  | 4 248                   | 33,93                  | 125                |
| 85 112 | L’Épine                 | 2                  | 3 008                   | 16,59                  | 181                |
| 85 212 | Essarts-en-Bocage       | 1                  | 8 804                   | 100,59                 | 88                 |
| 85 129 | La Ferrière             | 1                  | 5 234                   | 46,96                  | 111                |
| 85 304 | Fontenay-le-Comte       | 4                  | 16 669                  | 67,65                  | 246                |
| 85 128 | La Garnache             | 1                  | 4 956                   | 60,52                  | 82                 |
| 85 107 | La Gaubretière          | 1                  | 3 034                   | 30,15                  | 101                |
| 85 102 | L’Herbergement          | 1                  | 3 145                   | 16,93                  | 186                |
| 85 303 | Les Herbiers            | 1                  | 15 972                  | 88,87                  | 180                |
| 85 132 | L’Île-d’Yeu             | 1                  | 4 789                   | 24,66                  | 194                |
| 85 121 | Jard-sur-Mer            | 2                  | 3 950                   | 31,44                  | 126                |
| 85 208 | Luçon                   | 1                  | 9 467                   | 31,42                  | 301                |
| 85 111 | Les Lucs-sur-Boulogne   | 1                  | 3 427                   | 53,20                  | 64                 |
| 85 103 | Mareuil-sur-Lay-Dissais | 1                  | 2 823                   | 25,70                  | 110                |
| 85 302 | Montaigu-Vendée         | 1                  | 20 084                  | 117,92                 | 170                |
| 85 202 | Mortagne-sur-Sèvre      | 1                  | 5 976                   | 22,06                  | 271                |
| 85 127 | Mouilleron-le-Captif    | 1                  | 4 913                   | 19,73                  | 247                |
| 85 131 | Noirmoutier-en-l’Île    | 1                  | 4 675                   | 19,97                  | 234                |
| 85 205 | Le Poiré-sur-Vie        | 1                  | 8 497                   | 72,00                  | 118                |
| 85 201 | Pouzauges               | 1                  | 5 533                   | 36,52                  | 152                |
| 85 501 | La Roche-sur-Yon        | 1                  | 53 741                  | 87,79                  | 612                |
| 85 106 | Rocheservière           | 1                  | 3 299                   | 28,26                  | 117                |
| 85 403 | Les Sables-d’Olonne     | 1                  | 43 219                  | 86,07                  | 502                |
| 85 116 | Saint-Fulgent           | 1                  | 3 787                   | 36,83                  | 103                |
| 85 401 | Saint-Hilaire-de-Riez   | 4                  | 25 358                  | 91,86                  | 276                |
| 85 301 | Saint-Jean-de-Monts     | 3                  | 12 895                  | 110,30                 | 117                |
| 85 117 | Saint-Laurent-sur-Sèvre | 1                  | 3 612                   | 15,49                  | 233                |
| 85 204 | Talmont-Saint-Hilaire   | 1                  | 7 510                   | 90,48                  | 83                 |
| 85 104 | La Tranche-sur-Mer      | 1                  | 2 907                   | 21,04                  | 138                |
| 85 126 | Venansault              | 1                  | 4 657                   | 44,72                  | 104                |

### Synthèse départementale sur les unités urbaines
| \| Type \| Quantité \| Quantité \| Superficie \| Superficie \| Population \| Population \| Densité (hab./km2) \| \| Type \| Nb. \| % \| Km2 \| % \| Hab. \| % \| Densité (hab./km2) \| \| ----------------- \| -------- \| -------- \| ---------- \| ---------- \| ---------- \| ---------- \| ------------------ \| \| Communes urbaines \| 64 \| 24,80 \| 2 466,56 \| 36,48 \| 410 922 \| 61,28 \| 167 \| \| Communes rurales \| 194 \| 75,19 \| 4 294,05 \| 63,52 \| 259 675 \| 38,72 \| 60 \| |          |          |            |            |            |            |                    |
| Type | Quantité | Quantité | Superficie | Superficie | Population | Population | Densité (hab./km2) |
| Type | Nb.      | %        | Km2        | %          | Hab.       | %          | Densité (hab./km2) |
| Communes urbaines | 64       | 24,80    | 2 466,56   | 36,48      | 410 922    | 61,28      | 167                |
| Communes rurales | 194      | 75,19    | 4 294,05   | 63,52      | 259 675    | 38,72      | 60                 |

## Aires urbaines
En 2010, l’Insee établit les zonages des aires urbaines ; elles correspondent à un espace composé d’une ou plusieurs communes sans enclave et organisé autour d’un pôle regroupant plus de 1 500 emplois.
On distingue :
1. les grandes aires urbaines (pôle urbain de plus de 10 000 emplois) ;
2. les moyennes aires urbaines (pôle urbain comprenant entre 5 000 et 10 000 emplois) ;
3. les petites aires urbaines (pôle comprenant entre 1 500 et 5 000).

### Liste des aires urbaines
Vingt-trois aires urbaines (populations municipales de 2015) comprennent des communes de la Vendée.
| Code | Aire urbaine (2010)     | Type         | Nombre de communes | Population (hab.)        | Superficie (km2)          | Densité (hab./km2) |
| --- | ----------------------- | ------------ | ------------------ | ------------------------ | ------------------------- | ------------------ |
| 705 | Beauvoir-sur-Mer        | Petite aire  | 1                  | 3 947                    | 35,10                     | 112                |
| 718 | La Bruffière            | Petite aire  | 1                  | 3 900                    | 40,66                     | 96                 |
| 226 | Challans                | Grande aire  | 3                  | 27 389                   | 156,61                    | 175                |
| 428 | Chantonnay              | Petite aire  | 1                  | 8 279                    | 83,87                     | 99                 |
| 690 | La Châtaigneraie        | Petite aire  | 2                  | 3 843                    | 28,35                     | 136                |
| 606 | Essarts-en-Bocage *     | Petite aire  | 1                  | 8 719                    | 100,59                    | 87                 |
| 205 | Fontenay-le-Comte *     | Grande aire  | 15                 | 27 166                   | 252,26                    | 108                |
| 279 | Les Herbiers            | Grande aire  | 3                  | 18 709                   | 113,01                    | 166                |
| 617 | L’Île-d’Yeu             | Petite aire  | 1                  | 4 771                    | 24,66                     | 193                |
| 348 | Luçon                   | Moyenne aire | 3                  | 11 727                   | 60,35                     | 194                |
| 329 | Montaigu                | Moyenne aire | 3                  | 13 921                   | 78,20                     | 178                |
| 521 | Mortagne-sur-Sèvre      | Petite aire  | 1                  | 5 964                    | 22,06                     | 270                |
| 054 | Niort *                 | Grande aire  | 73 Fraction : 3    | 156 908 Fraction : 4 868 | 1 378,76 Fraction : 68,99 | 114 Fraction : 71  |
| 624 | Noirmoutier-en-l’Île    | Petite aire  | 1                  | 4 666                    | 19,97                     | 234                |
| 580 | Pouzauges               | Petite aire  | 1                  | 5 525                    | 36,52                     | 151                |
| 047 | La Rochelle             | Grande aire  | 63 Fraction : 2    | 214 109 Fraction : 2 233 | 1 012,90 Fraction : 36,45 | 211 Fraction : 61  |
| 075 | La Roche-sur-Yon *      | Grande aire  | 22                 | 121 262                  | 792,13                    | 153                |
| 152 | Les Sables-d’Olonne     | Grande aire  | 6                  | 49 601                   | 145,25                    | 341                |
| 717 | Saint-Fulgent           | Petite aire  | 1                  | 3 787                    | 36,83                     | 103                |
| 209 | Saint-Hilaire-de-Riez   | Grande aire  | 6                  | 28 882                   | 119,41                    | 242                |
| 347 | Saint-Jean-de-Monts     | Petite aire  | 3                  | 12 838                   | 110,30                    | 116                |
| 720 | Saint-Laurent-sur-Sèvre | Petite aire  | 1                  | 3 607                    | 15,49                     | 233                |
| 707 | La Verrie               | Petite aire  | 1                  | 3 967                    | 43,19                     | 92                 |
| * Aire urbaine modifiée aux 1er janvier 2016, 1er janvier 2017 et 1er janvier 2018 par agrandissement du territoire d’une ou plusieurs communes. |                         |              |                    |                          |                           |                    |

### Synthèse départementale sur les aires urbaines
| Type                    | Type                    | Quantité | Quantité | Superficie | Superficie | Population | Population | Densité (hab./km2) |
| Type                    | Type                    | Nb.      | %        | Km2        | %          | Hab.       | %          | Densité (hab./km2) |
| ----------------------- | ----------------------- | -------- | -------- | ---------- | ---------- | ---------- | ---------- | ------------------ |
| Communes polarisées     | Communes polarisées     | 82       | 30,71    | 2 420,25   | 35,80      | 379 571    | 56,93      | 157                |
| dont :                  | — grandes aires         | 60       | 73,17    | 1 457,11   | 60,20      | 280 110    | 73,80      | 192                |
| dont :                  | — moyennes aires        | 6        | 7,32     | 138,55     | 5,72       | 25 648     | 6,76       | 185                |
| dont :                  | — petites aires         | 16       | 19,51    | 824,59     | 34,07      | 73 813     | 19,45      | 90                 |
| Communes non polarisées | Communes non polarisées | 185      | 69,29    | 4 340,36   | 64,20      | 287 143    | 43,07      | 66                 |

| Grandes aires - Communes du pôle urbain - Autres communes de l’aire  |
| Moyennes aires - Communes du pôle urbain - Autres communes de l’aire |
| Petites aires - Communes du pôle                                     |

## Zones d’emploi

### Liste des zones d’emploi
Sept zones d’emploi (populations municipales de 2015) comprennent des communes de la Vendée.
| Code | Zone d’emploi (2010) | Nombre de communes | Population (hab.)           | Superficie (km2)           | Densité (hab./km2) |
| --- | -------------------- | ------------------ | --------------------------- | -------------------------- | ------------------ |
| 5215 | Challans             | 36                 | 127 571                     | 1 040,36                   | 123                |
| 5206 | Cholet *             | 39 Fraction : 9    | 209 926 Fraction : 20 648   | 1 903,05 Fraction : 150,86 | 110 Fraction : 137 |
| 5216 | Fontenay-le-Comte *  | 63                 | 69 310                      | 1 096,06                   | 63                 |
| 5217 | Les Herbiers *       | 23                 | 60 223                      | 662,69                     | 91                 |
| 5203 | Nantes *             | 151 Fraction : 23  | 1 077 603 Fraction : 67 759 | 4 939,65 Fraction : 625,33 | 218 Fraction : 108 |
| 5218 | La Roche-sur-Yon *   | 100                | 253 074                     | 2 826,05                   | 90                 |
| 5219 | Les Sables-d’Olonne  | 13                 | 68 129                      | 359,26                     | 190                |
| * Zone d’emploi modifiée aux 15 décembre 2015, 1er janvier 2016 et 1er janvier 2017 par agrandissement du territoire d’une ou plusieurs communes. |                      |                    |                             |                            |                    |

### Synthèse départementale sur les zones d’emploi
| Zone d’emploi       | Quantité | Quantité | Superficie | Superficie | Population | Population | Densité (hab./km2) |
| Zone d’emploi       | Nb.      | %        | Km2        | %          | Hab.       | %          | Densité (hab./km2) |
| ------------------- | -------- | -------- | ---------- | ---------- | ---------- | ---------- | ------------------ |
| Challans            | 36       | 13,48    | 1 040,36   | 15,39      | 127 571    | 19,13      | 123                |
| Cholet              | 9        | 3,37     | 150,86     | 2,23       | 20 648     | 3,10       | 137                |
| Fontenay-le-Comte   | 63       | 23,60    | 1 096,06   | 16,21      | 69 310     | 10,40      | 63                 |
| Les Herbiers        | 23       | 8,61     | 662,69     | 9,80       | 59 975     | 9,03       | 91                 |
| Nantes              | 23       | 8,61     | 625,33     | 9,25       | 67 759     | 10,16      | 108                |
| La Roche-sur-Yon    | 100      | 37,45    | 2 826,05   | 41,80      | 253 074    | 37,96      | 90                 |
| Les Sables-d’Olonne | 13       | 4,87     | 359,26     | 5,31       | 68 129     | 10,22      | 190                |

| - La Roche-sur-Yon - Challans - Fontenay-le-Comte - Les Sables-d’Olonne | - Nantes - Les Herbiers - Cholet |

## Bassins de vie

### Liste des bassins de vie
Trente-huit bassins de vie (populations municipales de 2015) comprennent des communes de la Vendée.
| Code | Bassin de vie (2012)         | Nombre de communes | Population (hab.)        | Superficie (km2)           | Densité (hab./km2) |
| --- | ---------------------------- | ------------------ | ------------------------ | -------------------------- | ------------------ |
| 85001 | L’Aiguillon-sur-Mer          | 5                  | 6 376                    | 139,29                     | 46                 |
| 85003 | Aizenay                      | 9                  | 21 232                   | 253,42                     | 84                 |
| 85018 | Beauvoir-sur-Mer             | 4                  | 10 450                   | 146,41                     | 71                 |
| 85035 | Bretignolles-sur-Mer         | 4                  | 9 443                    | 60,10                      | 157                |
| 79062 | Cerizay                      | 9 Fraction : 1     | 13 721 Fraction : 1 752  | 205,08 Fraction : 26,46    | 67 Fraction : 66   |
| 85047 | Challans                     | 9                  | 42 946                   | 380,47                     | 113                |
| 85051 | Chantonnay                   | 12                 | 21 340                   | 347,75                     | 61                 |
| 85059 | La Châtaigneraie *           | 20                 | 16 129                   | 337,14                     | 48                 |
| 44043 | Clisson                      | 10 Fraction : 3    | 33 226 Fraction : 9 140  | 194,05 Fraction : 69,22    | 171 Fraction : 132 |
| 79101 | Coulonges-sur-l’Autize       | 14 Fraction : 1    | 9 229 Fraction : 214     | 208,58 Fraction : 10,97    | 44 Fraction : 20   |
| 85084 | Essarts-en-Bocage *          | 4                  | 14 508                   | 199,01                     | 73                 |
| 85092 | Fontenay-le-Comte *          | 33                 | 43 355                   | 627,19                     | 69                 |
| 85109 | Les Herbiers                 | 10                 | 34 096                   | 310,02                     | 110                |
| 85113 | L’Île-d’Yeu                  | 1                  | 4 771                    | 24,66                      | 193                |
| 85114 | Jard-sur-Mer                 | 2                  | 3 951                    | 31,44                      | 126                |
| 44081 | Legé                         | 4 Fraction : 2     | 9 918 Fraction : 3 657   | 157,30 Fraction : 58,69    | 63 Fraction : 62   |
| 85128 | Luçon                        | 13                 | 22 182                   | 320,06                     | 69                 |
| 17218 | Marans                       | 17 Fraction : 6    | 25 343 Fraction : 6 254  | 421,72 Fraction : 124,15   | 60 Fraction : 50   |
| 85135 | Mareuil-sur-Lay-Dissais      | 9                  | 8 255                    | 153,57                     | 54                 |
| 79079 | Mauléon                      | 10 Fraction : 2    | 20 240 Fraction : 1 521  | 337,48 Fraction : 19,29    | 60 Fraction : 79   |
| 85146 | Montaigu *                   | 14 Fraction : 12   | 45 571 Fraction : 39 031 | 391,40 Fraction : 314,97   | 116 Fraction : 124 |
| 85151 | Mortagne-sur-Sèvre           | 7 Fraction : 6     | 21 486 Fraction : 17 522 | 143,52 Fraction : 121,77   | 150 Fraction : 144 |
| 85152 | La Mothe-Achard *            | 7                  | 13 492                   | 154,86                     | 87                 |
| 85156 | Moutiers-les-Mauxfaits       | 13                 | 15 129                   | 284,99                     | 53                 |
| 79191 | Niort                        | 55 Fraction : 7    | 130 767 Fraction : 7 295 | 1 003,09 Fraction : 108,03 | 130 Fraction : 68  |
| 85163 | Noirmoutier-en-l’Île         | 4                  | 9 463                    | 49,21                      | 192                |
| 85178 | Le Poiré-sur-Vie *           | 6                  | 23 312                   | 245,33                     | 95                 |
| 85182 | Pouzauges *                  | 9                  | 22 502                   | 288,56                     | 78                 |
| 85191 | La Roche-sur-Yon *           | 15                 | 98 805                   | 571,36                     | 173                |
| 85194 | Les Sables-d’Olonne          | 7                  | 51 234                   | 173,54                     | 295                |
| 85223 | Sainte-Hermine               | 6                  | 6 143                    | 123,62                     | 50                 |
| 85215 | Saint-Fulgent                | 7                  | 14 515                   | 146,43                     | 99                 |
| 85234 | Saint-Jean-de-Monts          | 4                  | 14 792                   | 143,30                     | 103                |
| 44188 | Saint-Philbert-de-Grand-Lieu | 6 Fraction : 1     | 22 735 Fraction : 3 326  | 282,02 Fraction : 50,56    | 80 Fraction : 66   |
| 85226 | Saint-Hilaire-de-Riez        | 8                  | 31 836                   | 153,34                     | 208                |
| 49301 | Sèvremoine                   | 5 Fraction : 1     | 34 859 Fraction : 1 605  | 287,06 Fraction : 9,80     | 121 Fraction : 164 |
| 85288 | Talmont-Saint-Hilaire        | 2                  | 9 512                    | 127,17                     | 75                 |
| 85294 | La Tranche-sur-Mer           | 2                  | 5 622                    | 54,46                      | 103                |
| * Bassin de vie modifié aux 15 décembre 2015, 1er janvier 2016 et 1er janvier 2017 par agrandissement du territoire d’une ou plusieurs communes. |                              |                    |                          |                            |                    |

### Synthèse départementale sur les bassins de vie
| \| Type \| Nombre \| Quantité \| Quantité \| Superficie \| Superficie \| Population \| Population \| Densité (hab./km2) \| \| Type \| Nombre \| Nb. \| % \| Km2 \| % \| Hab. \| % \| Densité (hab./km2) \| \| ---------------------------------------------------------- \| ------ \| -------- \| -------- \| ---------- \| ---------- \| ---------- \| ---------- \| ------------------ \| \| Bassins de vie dont le pôle se situe dans la Vendée \| 31 \| 243 \| 91,01 \| 5 846,70 \| 86,48 \| 631 950 \| 94,79 \| 108 \| \| Bassins de vie dont le pôle ne se situe pas dans la Vendée \| 9 \| 24 \| 8,99 \| 913,91 \| 13,52 \| 34 764 \| 5,21 \| 38 \| |        |          |          |            |            |            |            |                    |
| Type | Nombre | Quantité | Quantité | Superficie | Superficie | Population | Population | Densité (hab./km2) |
| Type | Nombre | Nb.      | %        | Km2        | %          | Hab.       | %          | Densité (hab./km2) |
| Bassins de vie dont le pôle se situe dans la Vendée | 31     | 243      | 91,01    | 5 846,70   | 86,48      | 631 950    | 94,79      | 108                |
| Bassins de vie dont le pôle ne se situe pas dans la Vendée | 9      | 24       | 8,99     | 913,91     | 13,52      | 34 764     | 5,21       | 38                 |